# 史密斯&威森突擊霰彈槍
史密斯&威森突擊霰彈槍（英語：Smith & Wesson AS）是史密斯&威森所製的12號徑可選射擊模式霰彈槍，其設計布局類似M16突擊步槍，使用10發彈匣供彈。史密斯&威森AS的主要競爭對手是黑克勒&科赫HK CAWS。。